# محمد العلي (شاعر)
محمد العلي شاعر ومفكر سعودي، يعد من رواد كُتاب وشعراء الحداثة في المملكة العربية السعودية، ولد في العمران في الأحساء عام 1932م، يكتب زاوية ثقافية اسمها (وقوفاً بها) في مجلة اليمامة منذ سنوات،  وصدرت له العديد من المؤلفات من أبرزها ديوان (لا ماء في الماء)، وكتاب (حلقات أولمبيّة: مقالات في قضايا التنوير والحداثة). حصل على جائزة الأمير عبد الله الفيصل العالمية عام 2022.

## النشأة والتعليم
ولد العلي ونشأ في الأحساء تحت رعاية والده، فتعلم فيها مبادئ القراءة والكتابة، وأتم حفظ القرآن الكريم في الكتاتيب، ثم انتقل مع والده إلى النجف في العراق لتلقي العلوم الدينية، وبعد أن أكمل التعليم في المرحلتين المتوسطة والثانوية التحق بكلية الفقه في جامعة بغداد وحصل منها على درجة البكالوريوس عام 1962م، ثم عاد بعدها إلى مسقط رأسه الأحساء عام 1964م.

## العمل
- عمل مدرساً في ثانوية الدمام عام 1965م لمدة ثلاث سنوات، ثم انتقل للعمل في إدارة التعليم واستمر في ميدان التعليم مدة تسع عشرة سنة.
- عمل رئيساً لتحرير جريدة اليوم لمدة عامين
- عمل مشرفاً تربوياً في الهيئة الملكية بالجبيل عام 1986م، واستمر في هذا العمل حتى عام 1993م (1414هـ).[7]
- كتب زاوية (كلمات مائية) في صحيفة اليوم.[8]

## الإصدارات
- (كلمات مائية) أعده وجمعه: محمد عبد الوهاب الشقاق وحمزة حسين الحمود، وصدر عن مؤسسة الانتشار العربي عام 2008م.[9] وتضمن الكتاب مقالات العلي الصحفية.[10]
- (لا ماء في الماء) ديوان شعر. صدر عن نادي المنطقة الشرقية الأدبي عام 2009م.[11]
- (هموم الضوء) صدر عن دار طوى عام 2011م. تضمن مجموعة من مقالات العلي التي نشرها بين عامي 1978م و 2000م في جريدة اليوم، وجمعها وأعدها للنشر أحمد العلي.[12]
- (درس البحر) صدر عن دار طوى عام 2012م.[13]
- (نمو المفاهيم: تساؤلات وآراء في الوجود والقيم) صدر عن نادي الرياض الأدبي بالتعاون مع المركز الثقافي العربي عام 2013م.[14] وتضمن عدّة أوراق نقدية ومحاضرات فكريّة كتبها العلي خلال مسيرته الأدبية الممتدة لأكثر من أربعين عاماً.[15]
- (البئر المستحيلة: محاولات لتجاوز السائد في الثقافة والمجتمع) صدر عن نادي الرياض الأدبي بالتعاون مع المركز الثقافي العربي عام 2013م.[16] وتضمن الكتاب مقالات فكريّة كتبها المؤلف خلال مسيرته الأدبية في بعض الصحف المحليّة والعربية.[17][18]
- (حلقات أولمبيّة: مقالات في قضايا التنوير والحداثة) صدر عن نادي تبوك الأدبي بالتعاون مع دار مدارك عام 2013م.[18]
- (لا أحد في البيت) [إعداد وتحرير أحمد العلي].[19] صدر عن دار مسعى للنشر والتوزيع عام 2015م.[20]

## محاضرات
محاضرة (الاغتراب مفهومه وتجلياته المعاصرة) ألقاها في جمعية الثقافة والفنون بالدمام عام 2019م.

## تكريم وجوائز
- كُرم عام 2015م بإطلاق اسمه على الدورة الأولى من مهرجان الشعر الذي أطلقه (بيت الشعر) التابع لجمعية الثقافة والفنون بالدمام.[22] وصدر بمناسبة تكريمه كتاب بعنوان (تلك الزرقة التي علمتنا الأناشيد) تضمن شهادات قدمها أصدقاء وأدباء تجربة الشاعر وتأثروا بها.[23]
- حصل على جائزة الأمير عبد الله الفيصل العالمية في موسمها الرابع عام 2022 في فرع (التجربة الشعرية) عن كامل أعماله الشعرية.[5]

## من أقواله
1. «أُفضِل أن أُعرف بأني جاهدت في تغيير الفكر الاجتماعي، وهذا يكفي»[2]